# NGC 7611
NGC 7611 is een balkspiraalstelsel in het sterrenbeeld Vissen. Het hemelobject werd op 21 september 1862 ontdekt door de Duits-Deense astronoom Heinrich Louis d'Arrest.

## Synoniemen
- UGC 12509
- MCG 1-59-49
- ZWG 406.66
- PGC 71083